# Хойно (Каліський повіт)
Хойно (пол. Chojno) — село в Польщі, у гміні Щитники Каліського повіту Великопольського воєводства.
Населення — 209 осіб (2011).
У 1975-1998 роках село належало до Каліського воєводства.

## Демографія
Демографічна структура станом на 31 березня 2011 року:
|          | Загалом | Допрацездатний вік | Працездатний вік | Постпрацездатний вік |
| -------- | ------- | ------------------ | ---------------- | -------------------- |
| Чоловіки | 106     | 28                 | 67               | 11                   |
| Жінки    | 103     | 27                 | 57               | 19                   |
| Разом    | 209     | 55                 | 124              | 30                   |